# Tobias Kraulich
Tobias Kraulich (* 24. März 1999 in Erfurt) ist ein deutscher Fußballspieler.

## Karriere
Nach seinen Anfängen in der Jugend des SV Empor Erfurt wechselte er im Sommer 2014 in die Jugendabteilung des FC Rot-Weiß Erfurt. Dort kam er auch zu seinem ersten Einsatz im Profibereich in der 3. Liga, als er am 16. März 2018, dem 30. Spieltag, bei der 2:4-Auswärtsniederlage gegen den SV Wehen Wiesbaden in der Startformation stand. Im Sommer 2018 wechselte er zur 2. Mannschaft des 1. FC Nürnberg in die Regionalliga Bayern.
Zur Saison 2020/21 schloss sich Kraulich in der 2. Bundesliga den Würzburger Kickers an, bei denen er einen Vertrag bis zum 30. Juni 2024 unterschrieb. Für den Aufsteiger kam er in seinem ersten Jahr auf 15 Zweitligaeinsätze. Am Saisonende stieg die Mannschaft in die 3. Liga ab. In der Saison 2021/22 absolvierte Kraulich 34 Drittligaeinsätze, stand 33-mal in der Startelf und erzielte 4 Tore. Den zweiten Abstieg in Folge in die viertklassige Regionalliga Bayern konnte er jedoch nicht verhindern. Anschließend verließ der Verteidiger den Verein mit seinem Vertragsende.
Im August 2022 schloss er sich dem ehemaligen Ligakonkurrenten SV Meppen an. Nach einer Saison wechselte er im Sommer 2023 zu Dynamo Dresden. Zur Saison 2024/25 unterschrieb Kraulich einen Vertrag bei Rot-Weiss Essen.